# Mago acutidens
Mago acutidens là một loài nhện trong họ Salticidae.
Loài này thuộc chi Mago. Mago acutidens được Eugène Simon miêu tả năm 1900.